# Distrito de Chamoli
Chamoli (en hindi: चमोली ज़िला) es un distrito de la India en el estado de Uttarakhand. Código ISO: IN.UL.CL.
Comprende una superficie de 7692 km².
El centro administrativo es la ciudad de Chamoli Gopeshwar.

## Demografía
Según censo 2011 contaba con una población total de 391114 habitantes, de los cuales 197 542 eran mujeres y 193 572 varones.